# Floortje Meijners
Floortje Meijners (Oldenzaal, 16 januari 1987) is een Nederlandse volleybalster. Zij werd vijfmaal Nederlands kampioen, voordat ze in 2010 naar het buitenland vertrok om in de Italiaanse competitie te spelen.

## Levensloop

### Clubcarrière
Meijners debuteerde in 2002 voor VV Pollux uit haar geboorteplaats in de Nederlandse topklasse. Zij won in haar eerste jaar het Nederlands kampioenschap en de beker. Meijners maakte in 2006 een overstap naar Martinus uit Amstelveen, waarmee ze driemaal op rij landskampioen werd en de beker won. Na haar overstap naar plaatsgenoot TVC Amstelveen won ze wederom de dubbel.
Meijners vertrok in de zomer van 2010 naar het buitenland naar de Italiaanse club Busto Arsizio. In de jaren daarna speelde zij voor meerdere Italiaanse clubs en een seizoen voor het Turkse Galatasaray SK. In deze periode won ze meerdere keren het Italiaanse landskampioenschap, de beker en tweemaal de CEV Cup.

### Nederlandse team
Meijners debuteerde in 2005 in de nationale team, waarmee ze deelnam aan het Europees kampioenschap in 2005 en het wereldkampioenschap in 2006. Hoogtepunt in deze periode was het winnen van de Grand Prix in 2007.
Tegelijkertijd laste zij na de Grand Prix een pauze in. Zij viel buiten het basisteam en voelde zich niet prettig bij het fanatisme van bondscoach Avital Selinger. Na het Europees kampioenschap in 2007 besloot zij te stoppen. Haar vertrek werd haar niet door alle teamgenoten in dank afgenomen. Zo zei aanvoerder Ingrid Visser: "Als Floortje klaar is met het Nederlandse team, ben ik klaar met Floortje".
Bijna dertien jaar later maakte Meijners haar rentree in de Nederlandse ploeg. Zij was door meerdere bondscoaches gevraagd terug te komen, maar pas na een verzoek van Giovanni Caprara, haar voormalige clubcoach bij River Volley (Piacenza), zegde ze toe. Ze nam in januari 2020 deel aan het kwalificatietoernooi voor de Olympische Zomerspelen 2020. Nederland verloor in de halve finale van Duitsland en plaatste zich hierdoor niet.

## Persoonlijk
Meijners studeerde economie en behaalde in Milaan een master in de International Business Administration. Zij is getrouwd met voormalig Turks basketbalinternational Engin Atsür, met wie ze een zoon heeft.

## Erelijst
- Grand Prix 2007: 2007
- CEV Cup: 2012, 2019
- Nederlands kampioen: 2003, 2007, 2008, 2009, 2010
- Nederlandse Beker: 2003, 2007, 2008, 2009, 2010
- Italiaans kampioen: 2012, 2013, 2014
- Italiaanse Beker: 2012, 2013, 2014